# Sunius bouddha
Sunius bouddha – gatunek chrząszcza z rodziny kusakowatych i podrodziny żarlinków (Paederinae).
Gatunek ten opisany został w 1978 roku przez H. Coiffaita jako Hypomedon bouddha. W 2011 roku jego redeskrypcji dokonał V. Assinga.
Chrząszcz o ciele długości 3,4 mm, ubarwiony czarniawobrązowo z rudożółtymi czułkami, żółtawymi odnóżami i rudobrązowymi krawędziami tylnymi oraz kątami barkowymi pokryw. Bardzo słabo poprzeczna głowa jest w części przedniej grubo i bardzo gęsto, a w tylnej bardzo rzadko punktowana. Przedplecze węższe od głowy. Pokrywy długości od 0,6 długości przedplecza, z tyłu widocznie rozszerzone. Tylne skrzydła całkiem zredukowane. Wyraźnie szerszy od pokryw odwłok jest pozbawiony palisady włosków na siódmym tergicie. Samiec ma edeagus z długimi, prostymi, tylko na szczycie silnie zakrzywionymi zesklerotyzowanymi strukturami wewnętrznymi, a wyrostkiem brzusznym krótszym i grubszym niż u S. cameroni, a wierzchołkowo także krótszym i grubszym niż u S. manasluensis. 
Owad znany wyłącznie z okolic Thimphu w Bhutanie, z wysokości około 2300 m n.p.m..